# Franz Konwitschny
Franz Konwitschny (Fulnek, Moràvia, 14 d'agost de 1901 - Belgrad, 28 de juliol de 1962) fou un director d'orquestra alemany.
Va començar la seva carrera amb la viola, tocant a l'Orquestra de la Gewandhaus de Leipzig sota la direcció de Wilhelm Furtwängler. Posteriorment va ser director de l'Òpera de Stuttgart el 1927. Des de 1949 fins a la seva mort va ser director principal de l'Orquestra de la Gewandhaus de Leipzig. Entre 1953 i 1955 també va ser director principal de l'Orquestra Estatal Saxona de Dresden, i des de 1955 fins a la seva mort va dirigir l'Òpera Estatal de Berlín.